# سالواتوره مارانتسانو
سالواتوره مارانتسانو (ایتالیایی: Salvatore Maranzano؛ ‏ تلفظ ایتالیایی: [salvaˈto:re maranˈtsa:no]؛ زاده ۳۱ ژوئیه ۱۸۸۶ – درگذشته ۱۰ سپتامبر ۱۹۳۱) ملقب به سزار (به انگلیسی: Caesar) یک گانگستر ایتالیایی آمریکایی و از سران مافیا بود. او در زمان خود رئیس خانواده بونانو بود و از بالاترین افراد مافیای آمریکایی به حساب می‌آمد. به همین دلیل او را سزار خطاب می‌کردند. او در بخش وسیعی از جرائم سازمان‌یافته در ایالات متحده آمریکا نقش داشت.

## زندگی و فعالیت‌ها
سال‌های آغازین
سالواتوره مارانزانو جوانترین فرزند از میان ۱۲ فرزند دومنیکو مارانزانو و آنتونینا پیسیوتا بود. تنها پنج نفر از خواهر و برادرهایش تا بزرگسالی زنده ماندند: ماریانو، آنجلو، نیکولو، جوزپه و آنجلا. او در جوانی قصد داشت کشیش شود و حتی در این زمینه تحصیل کرد، اما بعدها به مافیا در زادگاهش پیوست.  
مارانزانو شخصیتی کاریزماتیک داشت و مورد احترام هم‌رده‌هایش در دنیای زیرزمینی بود. او شیفته ژولیوس سزار و امپراتوری روم بود و دوست داشت درباره این موضوعات با همتایان کمتر تحصیل‌کرده آمریکایی‌اش صحبت کند، به همین دلیل به او لقب «سزار کوچک» داده بودند.  
او با الیزابت مینوره، خواهر سالواتوره مینوره—رئیس مافیا در شهر تراپانی و رهبر خاندان مینوره—ازدواج کرد.  
مهاجرت به آمریکا
مارانزانو در دهه ۱۹۲۰ از سیسیل به ایالات متحده مهاجرت کرد و در بروکلین ساکن شد. ویتو فرو، مافیوز سیسیلی، تصمیم گرفت کنترل فعالیت‌های مافیا در آمریکا را به دست بگیرد و مارانزانو را از پایگاهش در کاستلاماره دل گولفو مأمور این کار کرد.  
در حالی که او یک کسب‌وکار قانونی به عنوان مشاور املاک راه انداخت، همزمان تجارت غیرقانونی قاچاق مشروبات الکلی را نیز گسترش داد و از شرکت املاکش به عنوان پوششی برای فعالیت‌های غیرقانونی استفاده کرد. او به زودی وارد حوزه روسپیگری و قاچاق مواد مخدر شد و همچنین به جوزف بونانو جوان علاقه پیدا کرد و به عنوان مربی او عمل کرد.  
جنگ کاستلاماره
برای محافظت از امپراتوری جنایی‌اش، مارانزانو در سال ۱۹۳۰ علیه رقیبش، جو ماسریا (رئیس رؤسا)، اعلام جنگ کرد و جنگ کاستلاماره آغاز شد. در اوایل ۱۹۳۱، لاکی لوچیانو تصمیم گرفت ماسریا را حذف کند. او در یک توافق پنهانی با مارانزانو، موافقت کرد که ترور ماسریا را برنامه‌ریزی کند و در عوض، کنترل شبکه‌های ماسریا و مقام معاونت مارانزانو را به دست آورد.  
در ۱۵ آوریل، لوچیانو ماسریا و دو نفر از همراهانش را به ناهار در یک رستوران در کانی آیلند دعوت کرد. پس از صرف غذا، آن‌ها مشغول بازی ورق شدند. در این لحظه، طبق افسانه‌های مافیایی، لوچیانو به دستشویی رفت. سپس چهار تیرانداز—ویتو جنووزه، آلبرت آناستازیا، جو آدونیس و بنجامین سیگل—وارد شدند و ماسریا را کشتند. با موافقت مارانزانو، لوچیانو کنترل گروه ماسریا را به دست گرفت و به معاون او تبدیل شد.  
رئیس رؤسا
با حذف ماسریا، مارانزانو گروه‌های ایتالیایی-آمریکایی نیویورک را به پنج خانواده سازمان‌دهی کرد: خانواده‌های لوچیانو، جو پروفاسی، تامی گاگلیانو، وینسنت منگانو و خودش. هر خانواده شامل یک رئیس، معاون، کاپوها، سربازان و هم‌دستان می‌شد. اعضای اصلی خانواده‌ها («مردان ساخته‌شده») باید کاملاً ایتالیایی-آمریکایی می‌بودند، اما هم‌دستان می‌توانستند از هر پیشینه‌ای باشند.  
با این حال، مارانزانو در جلسه‌ای از رؤسای مافیا در واپینگرز فالز خود را «کاپو دی کاپی» (رئیس رؤسا) اعلام کرد و منافع رقبا را به نفع خود کاهش داد. لوچیانو ظاهراً این تغییرات را پذیرفت، اما در واقع منتظر فرصتی برای حذف مارانزانو بود.  
توطئه و مرگ
مارانزانو در سپتامبر ۱۹۳۱ متوجه شد که لوچیانو تهدیدی برای اوست و ماد داگ کال، یک گنگستر ایرلندی، را برای ترور او استخدام کرد. اما تامی لوچیز لوچیانو را از این نقشه آگاه کرد.  
در ۱۰ سپتامبر، مارانزانو به لوچیانو و جنووزه دستور داد به دفترش در ساختمان نیویورک سنترال (امروزه هلمزلی بیلدینگ) در منهتن بروند. لوچیانو که مطمئن بود مارانزانو قصد کشتن آن‌ها را دارد، تصمیم گرفت پیش‌دستی کند. او چهار گنگستر یهودی—که چهره‌شان برای افراد مارانزانو ناشناخته بود—را به دفتر او فرستاد. این افراد با کمک مایر لانسکی، بنجامین سیگل و کارلو گامبینو انتخاب شده بودند.  
دو نفر از آن‌ها با لباس مأموران دولت، محافظان مارانزانو را خلع سلاح کردند، در حالی که دو نفر دیگر با راهنمایی لوچیز، او را چندین بار چاقو زدند و سپس تیراندازی کردند. این ترور، اولین مرحله از آنچه بعدها «شب وزپرهای سیسیلی» نام گرفت، بود.  
اگرچه لوچیانو می‌توانست خود را «کاپو دی توتتی کاپی» اعلام کند، اما این عنوان را منحل کرد، چون معتقد بود این مقام باعث درگیری بین خانواده‌ها می‌شود و او را به هدفی برای رقبا تبدیل می‌کند. او سپس کمیسیون را به عنوان نهاد حاکم بر جنایت سازمان‌یافته تأسیس کرد.  
مارانزانو در گورستان سنت جان، کویینز، نزدیک به آرامگاه لوچیانو به خاک سپرده شد.

## در فرهنگ عامه
فیلم‌ها و سریال‌ها
- فیلم «سزار کوچک» (۱۹۳۱) با بازی ادوارد جی. رابینسون، تا حدی بر اساس زندگی سالواتوره مارانزانو ساخته شد.  
- مارانزانو در رمان «پدرخوانده» اثر ماریو پوزو به صورت شخصیتی داستانی ظاهر می‌شود. در این داستان، او پیشنهاد دون ویتو کورلئونه برای تقسیم انحصار قمار در نیویورک را رد می‌کند و برای ترور کورلئونه، دو تن از تبهکاران آل کاپون را به نیویورک می‌آورد. اما کورلئونه از طریق ارتباطاتش در شیکاگو از این نقشه باخبر می‌شود و لوکا براسی را برای کشتن آن‌ها می‌فرستد. پس از نبردهای خونین، مارانزانو در یک رستوران در بروکلین توسط سالواتوره تسیو، یکی از کاپوهای خانواده کورلئونه، کشته می‌شود.  
- در فیلم «پرونده والاچی» (۱۹۷۲)، مارانزانو توسط جوزف وایزمن به تصویر کشیده شده است.  
- در مینی‌سریال «سال‌های اوج گنگستری» (۱۹۸۱) شبکه NBC، جوزف ماسکولو نقش مارانزانو را بازی می‌کند.  
- در فیلم «مافیوسوها» (۱۹۹۰)، مارانزانو با نام «فارانزانو» و با بازی مایکل گامبون حضور دارد. در این فیلم، مرگ او متفاوت است—او از پنجره یک ساختمان به پایین پرتاب می‌شود.  
- در فیلم «لانسکی» (۱۹۹۹)، ران گیلبرت نقش مارانزانو را بر عهده دارد.  
- در فیلم تلویزیونی «بونانو: داستان یک پدرخوانده» (۱۹۹۹)، ادوارد جیمز آلموس این شخصیت را بازی می‌کند.  
- در قسمت «گناهان جاویدان» (۲۰۱۱) از سریال «تورچ وود»، کریس دآنونزو نقش مارانزانو را ایفا می‌کند.  
- در فصل پنجم سریال «بوردواک امپایر»، مارانزانو توسط جامپیرو جودیکا بازی شده است. در این سریال، ترور او به دستور ناکی تامپسون انجام می‌شود و برادر ناکی، «الی»، یکی از تیراندازانی است که با شلیک به سرش، کار او را تمام می‌کند.  
- در فیلم «لانسکی» (۲۰۲۱)، جی جانونه نقش مارانزانو را بازی می‌کند. در این فیلم، مایر لانسکی در اتاق حاضر است و شاهد کشته شدن مارانزانو توسط باگزی سیگل است.  
تأثیر بر داستان‌های مافیایی
شخصیت مارانزانو به‌عنوان یکی از چهره‌های کلیدی در تاریخ مافیا، الهام‌بخش بسیاری از آثار سینمایی و تلویزیونی بوده است. نقش او در جنگ‌های داخلی مافیا و ترورش توسط رقبا، به‌ویژه در آثار مرتبط با لاکی لوچیانو و مایر لانسکی، بارها بازسازی شده است.